# Hugo von Schwarzburg-Sondershausen
Günther Friedrich Karl August Hugo Prinz von Schwarzburg-Sondershausen (* 13. April 1839 in Sondershausen; † 25. November 1871 ebenda) war Halbbruder des letzten Fürsten Karl Günther von Schwarzburg-Sondershausen.

## Leben
Hugo war der Sohn des Fürsten Günther Friedrich Carl II. von Schwarzburg-Sondershausen (1801–1889) und seiner zweiten Ehefrau Fürstin Mathilde (1814–1888), Tochter des Fürsten August von Hohenlohe-Öhringen.
Seiner Liaison mit der unverheirateten Friederike Eleonore Ida Berninger (* 24. Oktober 1835 in Sondershausen), Tochter des fürstlichen Mundkochs Otto Karl Berninger (* 1807), entstammte eine Tochter Caroline Auguste Alma Marie Berninger; sie starb vermutlich kurz nach ihrer Geburt in Berlin am 1. Dezember 1863. (Ihre Mutter heiratete 1868 in Buffalo einen Bürger aus Clausthal namens Kaiser.)
Hugo starb unverheiratet und ohne legitime Nachkommen in Sondershausen. Er wurde in der fürstlichen Grabkapelle der Trinitatiskirche beigesetzt.

## Nachweise
1. ↑  Kirchenamtliche Geburts- und Taufangabe in Fürstlich Schwarzb. Regierungs- und Intelligenz-Blatt vom 29. Juni 1839, S. 208.
2. ↑  Todesmeldung und Nachruf in Der Deutsche. Sondershäuser Zeitung vom 28. November 1871, S. 1123 ff.

| Personendaten    | Personendaten                                                                               |
| ---------------- | ------------------------------------------------------------------------------------------- |
| NAME             | Hugo von Schwarzburg-Sondershausen                                                          |
| ALTERNATIVNAMEN  | Günther Friedrich Karl August Hugo Prinz von Schwarzburg-Sondershausen (vollständiger Name) |
| KURZBESCHREIBUNG | Prinz von Schwarzburg-Sondershausen                                                         |
| GEBURTSDATUM     | 13. April 1839                                                                              |
| GEBURTSORT       | Sondershausen                                                                               |
| STERBEDATUM      | 25. November 1871                                                                           |
| STERBEORT        | Sondershausen                                                                               |